# Johannes Gallus
Johannes Gallus (* um 1525 in Erfurt; † 17.jul. / 27. Juni 1587greg. ebenda) war ein deutscher Theologe und Dichter.

## Leben
1554 immatrikulierte er an der Universität Erfurt. 1567 wurde er Pastor an der Reglerkirche. Am 18. Oktober 1569 wurde er zum Rektor der Universität Erfurt gewählt. Der Senior des Erfurter evangelischen Ministeriums Andreas Poach riet, die Wahl abzulehnen, wenn nicht die römisch-katholischen Feierlichkeiten bei der Rektoratsübergabe wegfielen. Johannes Aurifaber trat auf die Seite von Gallus. Der Streit wurde auf den Kanzeln ausgetragen, bis der Rat der Stadt Poach in der Karwoche 1572 entließ und Aurifaber zum Senior machte. 
1572 wurde er Professor der Theologie und drei Jahre später 7. Senior. 1580 unterschrieb er die Formula pacificationis.
1578 erschien die von ihm verfasste Hymnensammlung. Er verfasste außerdem ein poetisches Enchiridion, zwei Bände mit Epigrammen und eine Grabschrift für Philipp Melanchthon.

## Werke
- Doctrinae de coena domini simplex methodus superiori anno in academia Erfordensi publice praelecta, & nunc loco confeßionis edita. Georg Baumann, Erfurt 1578 (eine Schrift zur Abendmahlproblematik)

| Personendaten    | Personendaten                  |
| ---------------- | ------------------------------ |
| NAME             | Gallus, Johannes               |
| KURZBESCHREIBUNG | deutscher Theologe und Dichter |
| GEBURTSDATUM     | um 1525                        |
| GEBURTSORT       | Erfurt                         |
| STERBEDATUM      | 27. Juni 1587                  |
| STERBEORT        | Erfurt                         |